# Széchényi Ferenc (politikus)
Sárvár-felsővidéki gróf Széchényi Ferenc de Paola György (Széplak, Sopron vármegye, 1754. április 28. – Bécs, 1820. december 13.) államférfi, könyvtár- és múzeumalapító, Somogy vármegye főispánja, királyi főkamarásmester, aranygyapjas lovag, királyi küldött és biztos, Széchenyi István édesapja.

## Élete
A főnemesi származású sárvár-felsővidéki gróf Széchényi család sarja. Apja sárvár-felsővidéki gróf Széchényi Zsigmond (1720–1769) huszárkapitány, császári és király kamarás, nagybirtokos, anyja ciráki és dénesfalvi gróf Cziráky Mária (1724–1787) volt. Ferenc, házasságuk hatodik gyermeke volt; ugyanazt a keresztnevet kapta mint a 3 évesen elhunyt bátyja, Széchényi Ferenc (1711–1714). Keresztszülői Groff Ádám orvos és felesége Khellesz Katalin voltak. Tanulmányai befejeztével 1776. december 12-étől a kőszegi kerületi tábla ülnöke, 1783. augusztus 17-étől a báni tábla elnöke és egyben a horvát bán helyettese. II. József uralkodása alatt több vármegye főispáni helytartója és királyi biztosa. 1785. március 9-én valóságos belső titkos tanácsosi címet nyert és 1785. április 18-án pécsi kerületi királyi biztos, valamint Somogy, Baranya, Verőce és Szerém vármegyék adminisztrátora lett.
Amikor a „kalapos király” egymás után adta ki azon rendeleteket, amelyek célja Magyarország és Erdély germanizálása és a nemzet rendi alkotmányának megsemmisítése volt, Széchényi nem akart céljainak eszköze lenni, ezért minden tisztségéről lemondott és a magánéletbe vonult vissza. Széchenyi Ferenc betegségére hivatkozva 1786. elején, véglegesen 1786 augusztusában lemondott; utódja a pécsi kerület biztosaként ez év decemberétől báró Splényi József lett.
Az 1790–91-es országgyűlés után újra hivatalba lépett, majd II. Lipót küldöttjeként Nápolyban is járt, hogy a nápolyi királynak a koronázási emlékérmet átadja.
1792-ben megkapta a Szent Januárius-rendet. 1798. április 6-án Somogy vármegye főispánja lett és mint királyi biztosra, reá bízták a Dráva és Mura folyók szabályozását. 1799. október 1-jén a Hétszemélyes Tábla elnöke, december 6-án királyi főkamarásmester, december 23-án helyettes országbíró lett. 

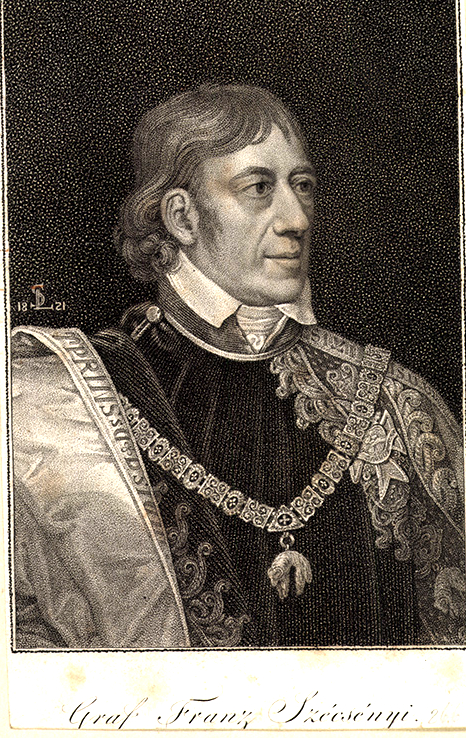
Széchényi Ferenc

1802. november 25-i dátummal 11 884 nyomtatványból, 15 000 kötet könyvből és 1152 kéziratból álló gyűjteményét a magyar nemzetnek adományozta, amit később cenki gyűjteményének 6000 rézmetszetével és 9206 kötet könyvével egészített ki. Azonban mindezek előtt elkészíttette a leendő könyvtár katalógusát is, ezt a maga költségén kinyomatta, majd belőle egy-egy példányt a külföldi uralkodóknak, a külföldi tudományos intézeteknek, valamint hazai és külföldi tudósoknak is megküldött. Ezt a dátumot tekintjük az Országos Széchényi Könyvtár és Magyar Nemzeti Múzeum megalapítási évének is. Később József nádor indítványozta a Magyar Nemzeti Múzeum mint a magyar vonatkozások gyűjteményének létrehozását, amelyhez hozzátartozna a Széchényi által megalapított Nemzeti Könyvtár is. 1808-ban létre is jött az intézmény. Bőkezű adományaiért és szolgálatainak elismeréséért érdemeit 1807-ben az országgyűlés törvénybe iktatta (XXIV. törvénycikk).
A külföldi tudományos társulatok egymás után fejezték ki elismerésüket azáltal, hogy tagjukká választották: 1803-ban a göttingeni királyi tudományegyetem, 1804-ben a jénai, 1811-ben a varsói tudományos akadémia, 1812-től a bécsi tudományos akadémia tiszteletbeli tagja lett. 1808-ban az Aranygyapjas rend lovagja lett. 1810-ben megvásárolta Gyöngyösapátit a Nákó és a péchújfalusi Péchy családtól, így az övé, illetve Pál nevű fiáé lett az ottani Széchényi-kastély.

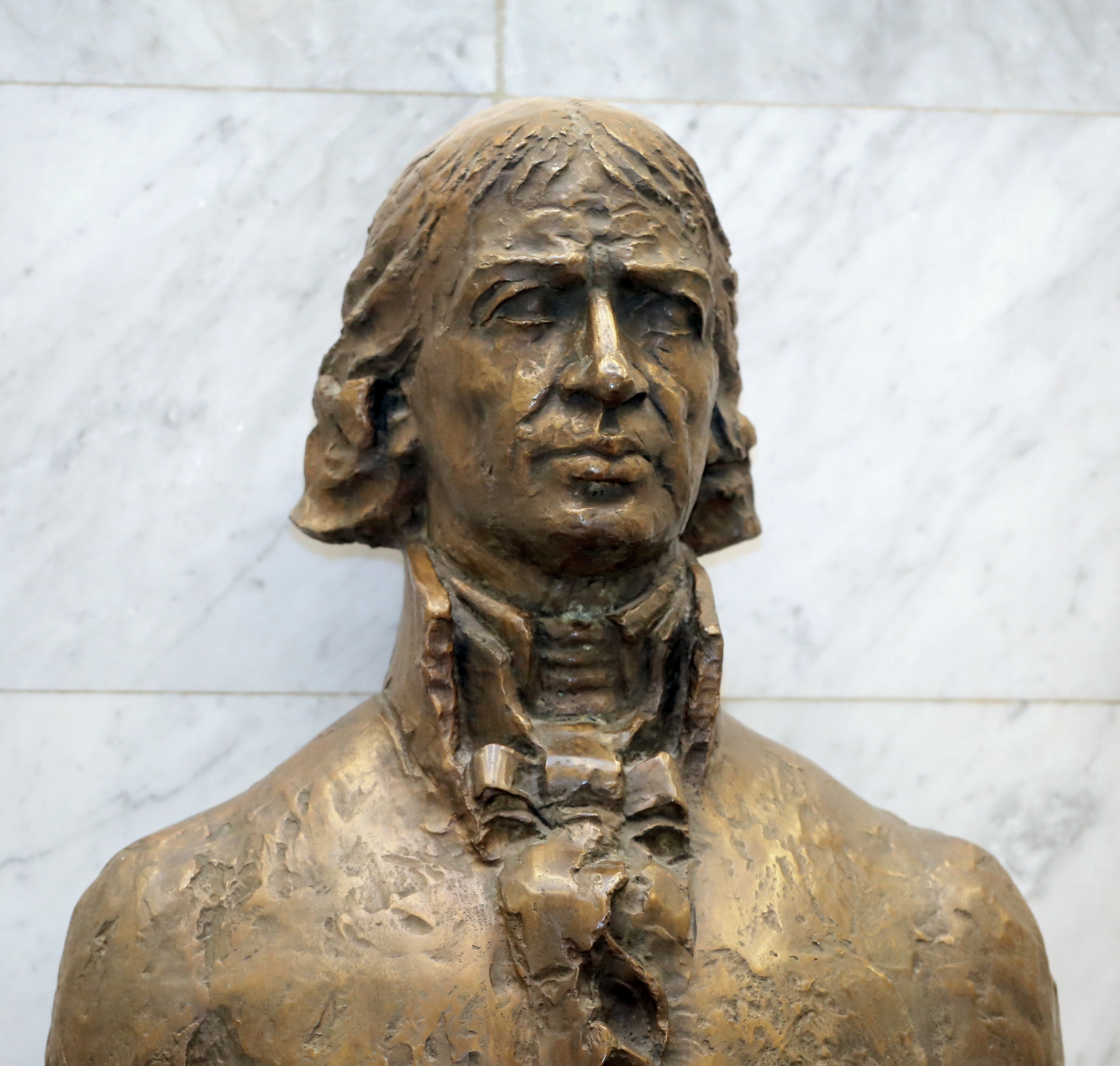
Mellszobra az OSZK aulában

Amikor I. Ferenc király alatt a magyar alkotmányt újabb veszély fenyegette, és ez a király is országgyűlés nélkül akart uralkodni, 1811-ben Széchényi szembaját hozva fel okként, újra letette összes hivatalát, mintegy tiltakozva Metternich rendszere ellen; visszavonult a magánéletbe és attól fogva családjának élt. Ennek érdekében tett nagyszerű intézkedése a három fia számára alakított három hitbizomány: a segesdi (Somogy vármegye), iváni (Sopron vármegye) és pölöskei (Zala vármegye), de amellett folyton élénk figyelemmel kísérte hazájának és a Magyar Nemzeti Múzeumnak sorsát, melyről ezután sem feledkezett meg, így kinyomatta a könyvtár későbbi gyarapodásának katalógusát. 1818-ban előbbi adományát egy újabbal egészítette ki, odaajándékozván a Magyar Nemzeti Múzeumnak soproni könyvtárát is, mely nagyobbrészt klasszikusokból és külföldi érdekű művekből (5086 mű, 9206 kötet) és 6000 darab rézmetszetből és földabroszból állott.
Élete végén mindinkább búskomorság vett rajta erőt, könyörgésbe és vallási bűnbánatba mélyedve, mind jobban a vallási miszticizmus felé hajlott. A politikai reakciót látva egyre levertebb lett, és ahogy fia írta: „a nemzet jövője felett kétségbeesve, reménytelenül szállt sírjába” 1820-ban, majd három évre rá neje is követte.

## Emlékezete
Szobra áll a Magyar Nemzeti Múzeum kertjében, Istók János műve (1902).

## Családja

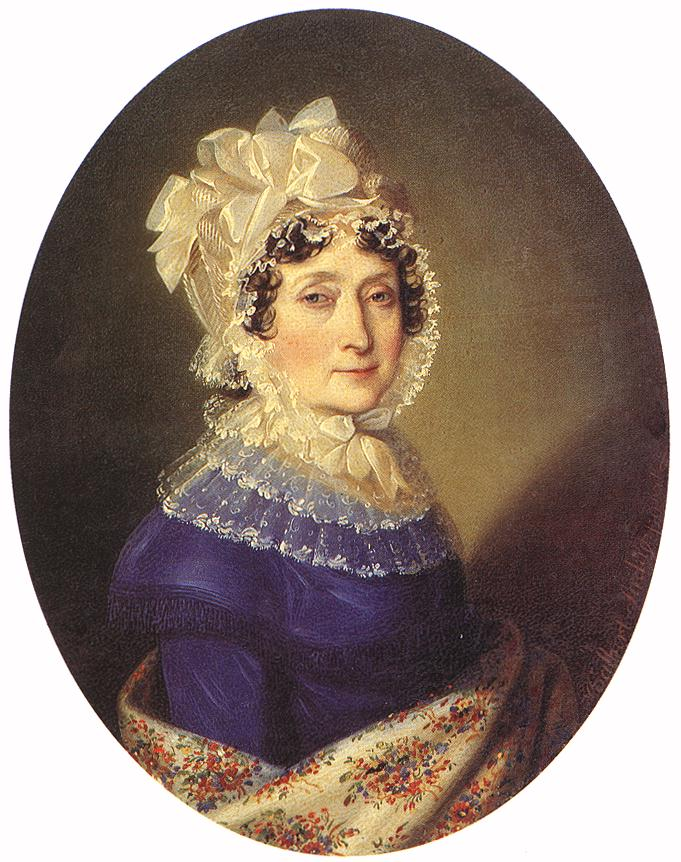
Felesége: Festetics Julianna

Három évvel bátyja, Széchényi József halála után pápai engedéllyel feleségül vette annak özvegyét, Tolnai Festetics Julianna grófnőt, 1777. augusztus 17-én, Kópházán. Házasságukból hat gyermek született, közülük 3 fiú- és 2 leánygyermek érte meg a felnőttkort:
- György Mária János (* Horpács (Sopronhorpács), 1778. május 26.; † Horpács, 1778. december 23.)
- Lajos Mária Alajos Dániel Ignác (* Horpács, 1781. november 6.; † Bécs, 1855. február 7.)
- Franciska Karolina (* Cenk, 1783. november 4.; † Pinkafő, 1861. október 10.)
- Zsófia (* Bécs, 1788. október 25.; † Bécs, 1865. április 19.)
- Pál (* Bécs, 1789. november 10.; † Sopron, 1871. március 30.)
- István (* Bécs, 1791. szeptember 21.; † Döbling, 1860. április 8.)

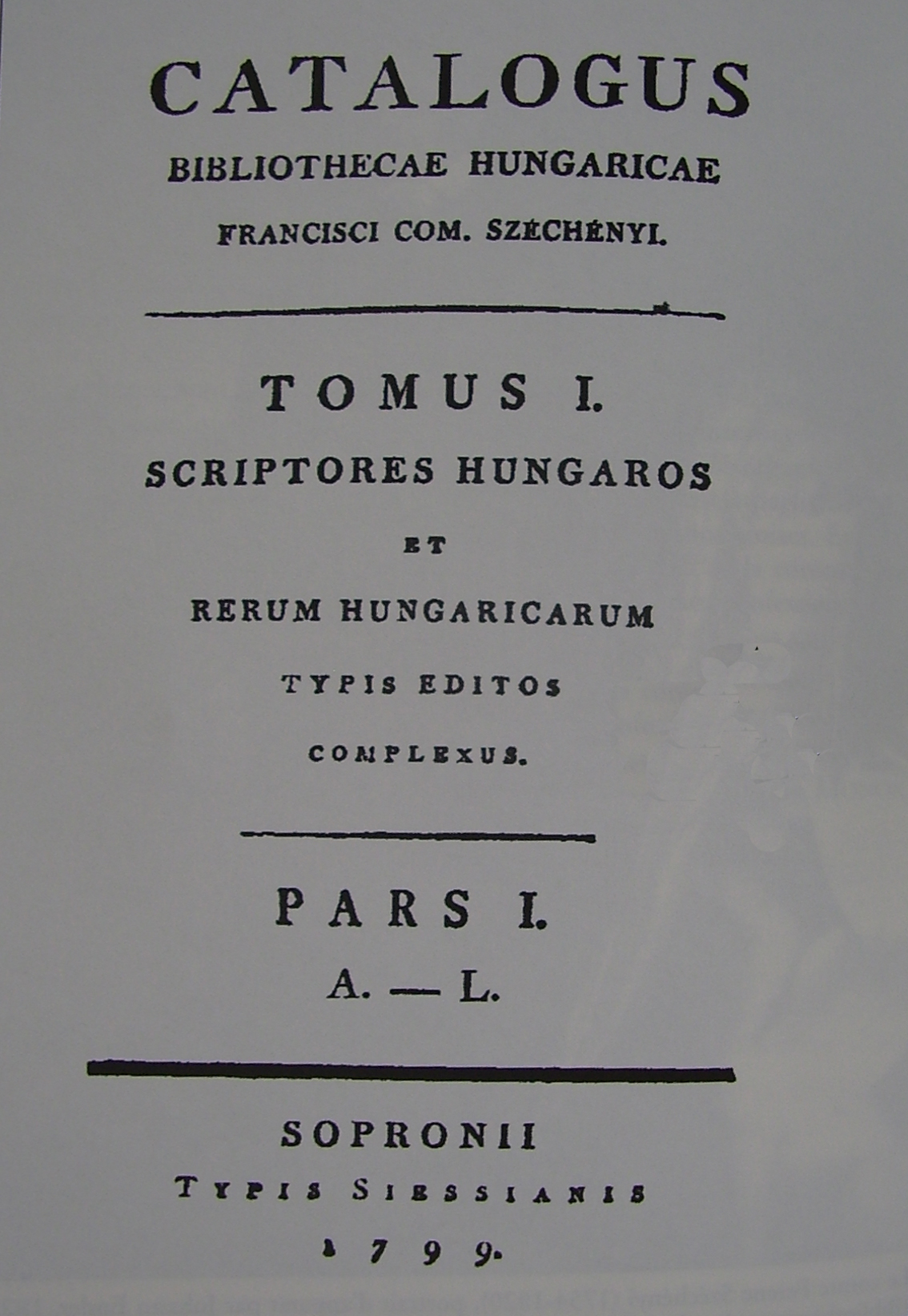
A Catalogus Bibliothecae Hungaricae címlapja

## Művei
- Catalogus Bibliothecae Hungaricae (Sopron, 1799) és Index (Pest, 1800)
- Supplementum I-II és Index (1807)
- Catalogus manuscriptum I-III (Sopron, 1814-15)
- Catalogus nummorum Hungariae ac Transylvaniae instituti nat. Széchenyiani II-III, az Appendix-szel (?)

Az ő gyűjteményéből való egy 1781–1783 táján keletkezett kétkötetes kézirat a következő címmel: Genealogiae authenticae (?) nonnullarum illustrium ac nobilium Familiarum Hungariae in ordinem alphabeticum redactas. Fol. lat. nro. 207. Perekből és más forrásokból gyűjtött genealógiákat tartalmaz. Ezek között számos hamis családfa és sok téves adat is van, s ezek más kézirati gyűjteményekbe is bejutottak, de Nagy Iván szerint (Magyarország családai... Pest, 1865. XII. Zárszó, 512. l.) más adatokkal egybevetve használható és ő maga is gyakran támaszkodott rá.